# Sila (budismo)
Shila (sânscrito) ou sīla (páli) refere-se à conduta de comportamento ético que os praticantes do budismo procuram manter. Pode ser traduzido como "virtude", "boa
conduta," "moralidade" "disciplina moral"
Em algumas situações, shila também pode significar "preceito", como por exemplo em "cinco preceitos"
(pancca-shila) e "manter todos os preceitos" (攝律儀戒, samvara-shila), também é a segunda paramita.
No Mahayana é o primeiro dos três treinamentos superiores. Existem três níveis de shila (mahayana), que correspondem aos votos da liberação pessoal, os votos do bodsatva e aos votos de samaya.

## Cinco Preceitos
Os cinco preceitos são o básico da moralidade budista, comuns a todas as escolas. Normalmente são praticados apenas pelos leigos, sendo que os monges de algumas escolas, como da Theravada, seguem mais regras (vinaya). Não é uma moralidade baseada em castigo divino, mas sim em um indívíduo tomar preceitos que em sua vida serão benéficos, evitando realizar karmas muito negativos que lhe trarão resultados indesejados. São:
1. Abster-se de matar.
2. Abster-se de tomar o que não é dado livremente (roubo).
3. Abster-se de má conduta sexual (comportamento sexual inadequado).
4. Abster-se de mentir e enganar (nobre palavra).
5. Abster-se de álcool e tóxicos que causem negligencia.

## Oito Preceitos
Durante períodos de meditação intensiva (retiros) e durante os dias de uposatha (observância lunar), alguns Leigos optam por seguir oito preceitos. Este novo conjunto numérico de regras é baseado nos Cinco Preceitos. Nele, há uma diferenciação do terceiro preceito, que agora proibirá toda e qualquer atividade sexual, e três preceitos adicionais que apoiam em particular a prática da meditação.
1. Abster-se de matar;
2. Abster-se de tomar o que não é dado livremente;
3. Abster-se do comportamento não casto;
4. Abster-se de mentir e enganar;
5. Abster-se de álcool e tóxicos que causem negligência;
6. Abster-se de comer nos horários proibidos (isto é, após o meio dia);
7. Abster-se de dançar, cantar, ouvir música, ver espetáculos de entretenimento, de usar ornamentos, usar perfumes e embelezar o corpo com cosméticos;
8. Abster-se de deitar em leitos elevados ou luxuosos.

## Dez Preceitos
Uma variação das quantidades de regras citadas acima são os Dez Preceitos. Monges e monjas noviços Theravadas seguem este novo conjunto de preceitos antes de receberem a ordenação completa como Bhikkhus (Bhikkhunis), os quais precisarão seguir 227 regras do Patimoka. Imporante notar que nos Dez Preceitos, a regra de número 7 foi dividida, transformando-se em duas regras. Soma-se a elas a nova regra número 10, a qual impede que monges Theravadas lidem com qualquer tipo de dinheiro.
1. Abster-se de matar;
2. Abster-se de tomar o que não é dado livremente;
3. Abster-se do comportamento não casto;
4. Abster-se de mentir e enganar;
5. Abster-se de álcool e tóxicos que causem negligência;
6. Abster-se de comer nos horários proibidos (isto é, após o meio dia);
7. Abster-se de dançar, cantar, ouvir música, ver espetáculos de entretenimento;
8. Abster-se de usar ornamentos, usar perfumes e embelezar o corpo com cosméticos;
9. Abster-se de deitar em leitos elevados ou luxuosos.;
10. Abster-se de aceitar ouro de dinheiro.